# Manuel Roberto Meléndez Bischitz

Manuel Roberto Meléndez Bischitz (Cannes, Francia, * 27 de septiembre de 1934 - San Salvador, El Salvador, † 2 de octubre de 2011) fue un arquitecto y doctor honorario de la Universidad de El Salvador. Era hijo de Fernando Meléndez del Valle, en su momento un tenor y Aranka (Ari Ana) Bischitz y bisnieto de Andrés del Valle Rodríguez, quien fue en 1876 presidente de El Salvador y también un descendiente directo del coronel José María San Martín y Ulloa, presidente de El Salvador (1854-1856) y fundador de la ciudad de Santa Tecla en el departamento de La Libertad. Era tío del tenor Fernando del Valle.

## Su Vida
Manuel Roberto Meléndez fue un referente de la arquitectura en El Salvador. Estudió arquitectura en la Universidad de Tulane desde 1949 hasta 1955. 
En 1958 regresó a El Salvador y comenzó a trabajar en el Departamento de Planificación del Instituto de Vivienda Urbana (IVU) hasta 1960. Entre 1962 y 1964, fue profesor en la Facultad de Ingeniería y Arquitectura de la Universidad de El Salvador. En 1973, fundó y se convirtió en decano de la Facultad de Arquitectura de la Universidad Albert Einstein, cargo que ocupó hasta su muerte. A partir de 1992, fue un contratista independiente y propietario de la empresa Meléndez Grant Arquitectos, S.A. (posteriormente conocida como MR Meléndez Arquitectos, S.A.).
Falleció el 2 de octubre de 2011, en San Salvador, El Salvador. Sus restos fueron sepultados el 3 de octubre en la Parroquia Sagrado Corazón de María, la cual fue obra suya.

## Edificios
- Torre Gobernación
- Torre Roble
- Metrocentro San Salvador
- Hotel Real InterContinental San Salvador
- Parroquia Sagrado Corazón de María